# Terestrombus
Genre
Terestrombus est un genre de mollusques gastéropodes de la famille des Strombidae. 

## Liste des espèces
Selon World Register of Marine Species (10 novembre 2020) :
- Terestrombus fragilis (Röding, 1798) -- Pacifique ouest
- Terestrombus terebellatus (G. B. Sowerby II, 1842) -- Indo-Pacifique

## Galerie

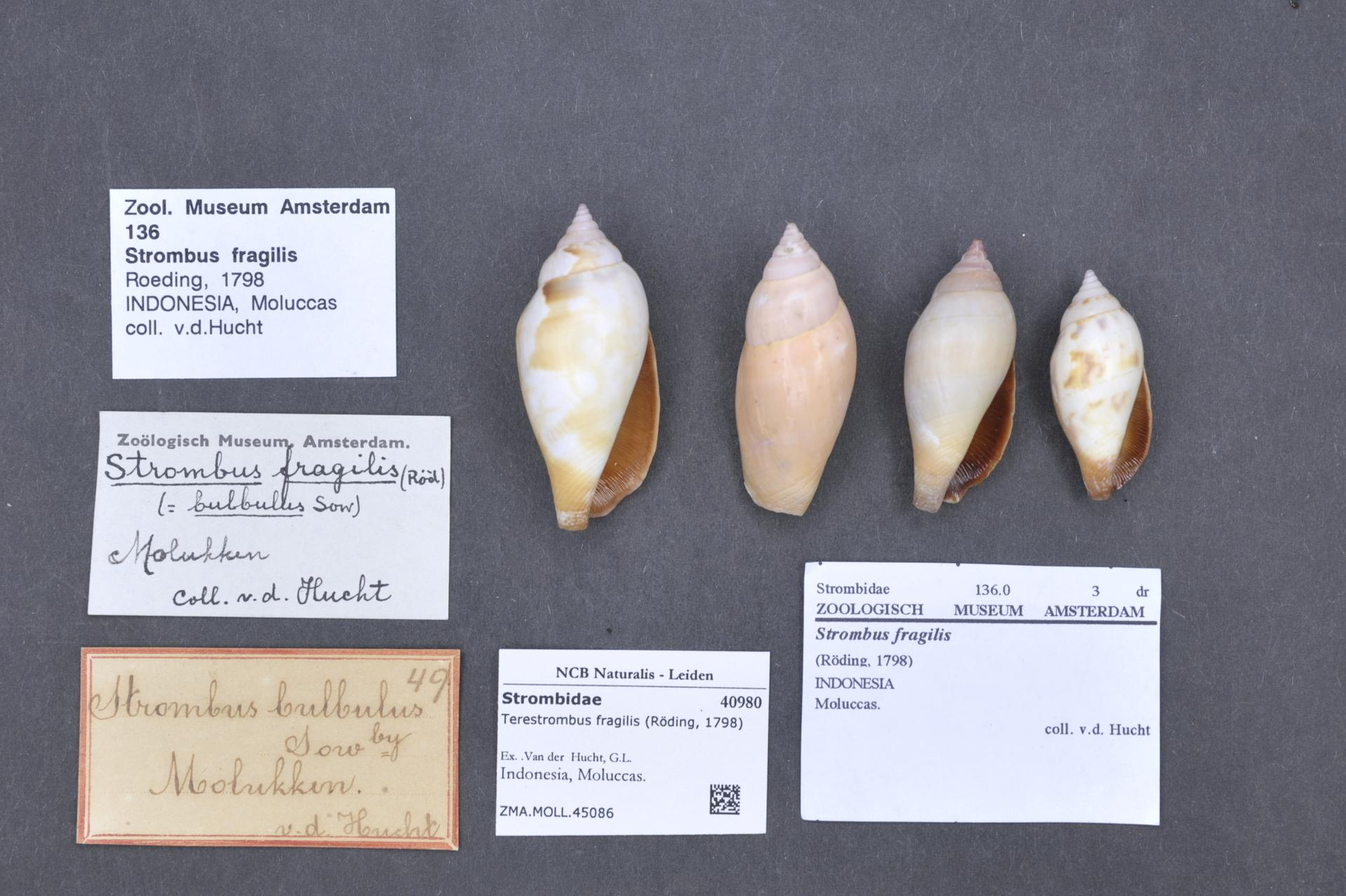
Terestrombus fragilis.
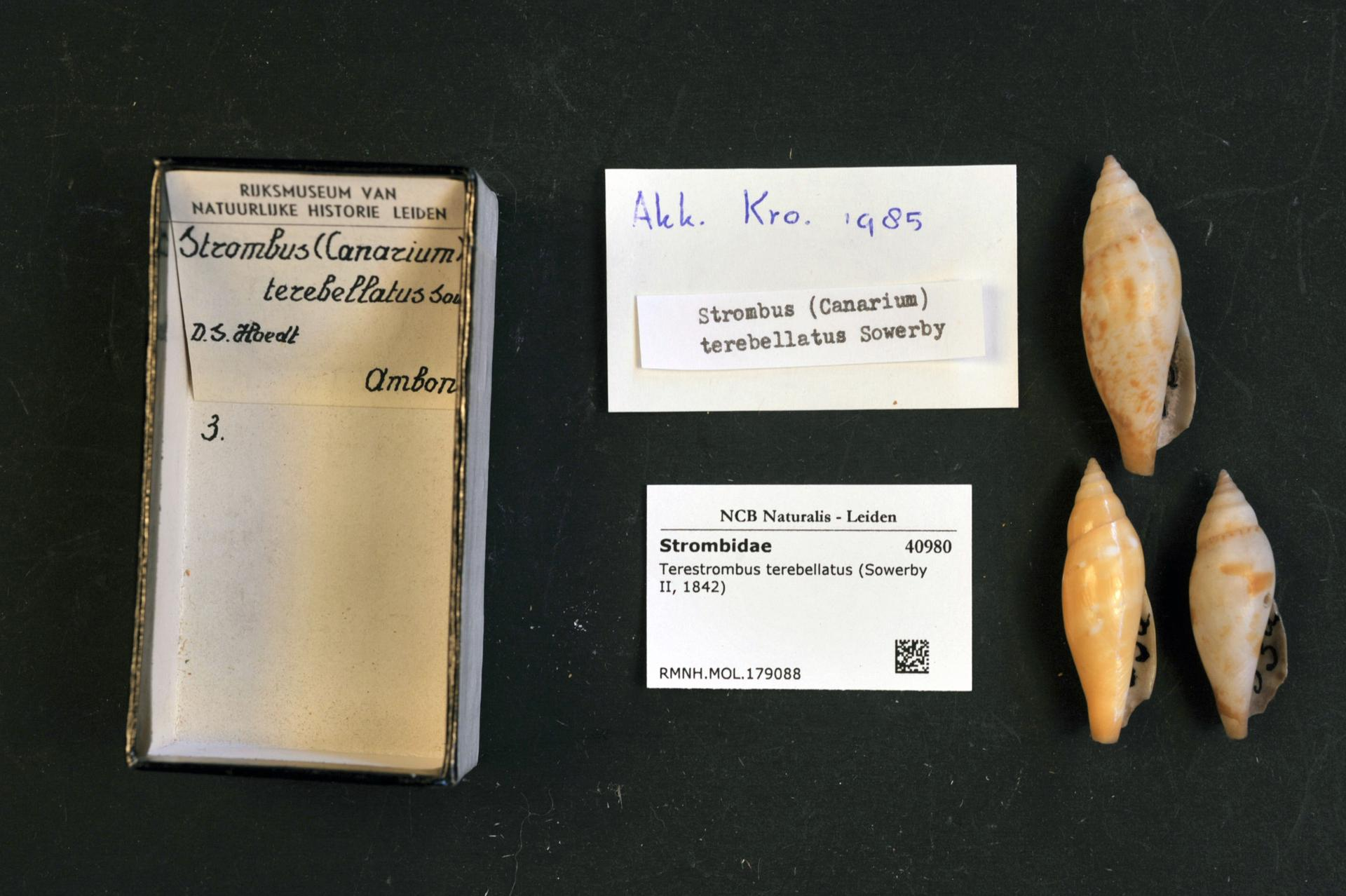
Terestrombus terebellatus.